# Lilla Edets sluss

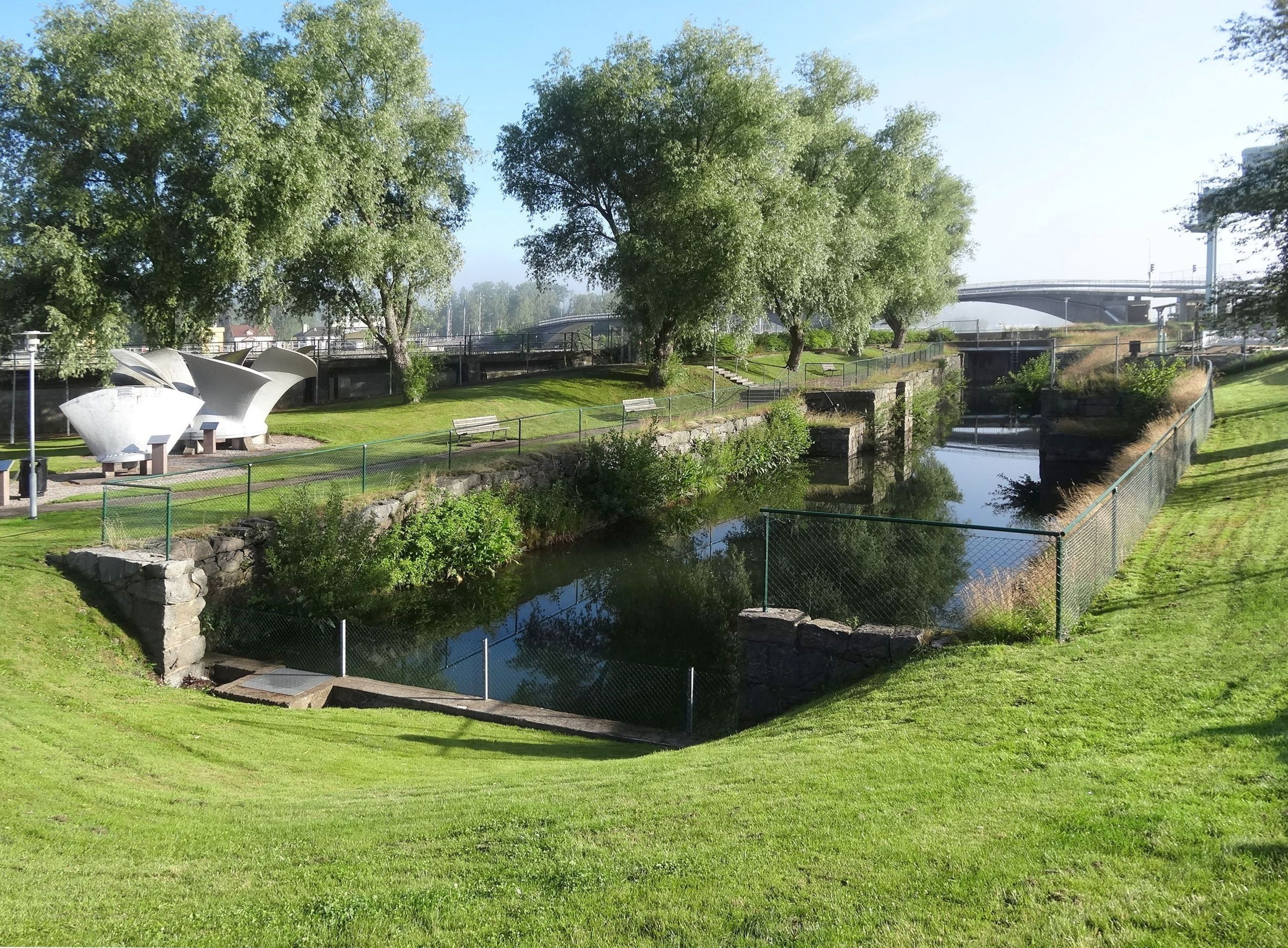
Lilla Edets gamla sluss från 1607, idag ett byggnadsminne. I bakgrunden 1926 års bro över Göta älv.

Lilla Edets sluss är namnet på en av flera slussar vid Lilla Edet, som för eller fört båttrafiken förbi ett fyra meter högt vattenfall i Göta älv. Den ursprungliga slussen från 1607 (ibland omnämnd som Sveriges första sluss) har senare ersatts av nyare slussar. Dagens sluss ingår i Trollhätte kanal.

## Historia

### Bakgrund
I äldre tid var det fyra meter höga fallet vid Lilla Edet ett hinder för båttrafiken på Göta älv, och man var tvungen att ta upp båtarna på land och dra dem förbi fallet. Detta skedde bland annat 1064 när Norges kung Harald Hårdråde färdades med 60 vikingaskepp uppför älven till Vänern.

### Den äldre slussen
Arbetet med Lilla Edets sluss inleddes på 1580-talet, efter ett förslag från Johan III. Slussen stod färdig 1607, som den första slussen – alternativt en av de första slussarna – i Sverige. Slussen kom därefter till stor användning och bidrog till att öka trafiken på Göta älv.
Slussens tidiga historia var händelserik och den förstördes delvis och reparerades ett antal gånger under 1600-talets första hälft. Mellan 1613 och 1619 tillhörde slussen Danmark som tog det omkringliggande området som pant i samband med betalningen av andra Älvsborgs lösen. En ombyggnad av slussen slutfördes 1642 och samma år fastställdes även en ny förordning med slussavgifter baserad på fraktade varor. År 1651 tog Göteborgs stad över driften av slussen i utbyte mot en tredjedel av slussintäkterna.
Efter att slussen förstörts under de krig med Danmark som Sverige var inblandat i återuppbyggdes slussen 1784.
Öster om Lilla Edets kraftverk kan man än i dag beskåda delar av den gamla 1600-talsslussen.
Här finns även en minnessten som restes 1930 till minne av de 47 soldater, från Västgöta-Dals regemente, som drunknade efter att ha släckt den stora branden i Lilla Edet den 29 augusti 1830. 

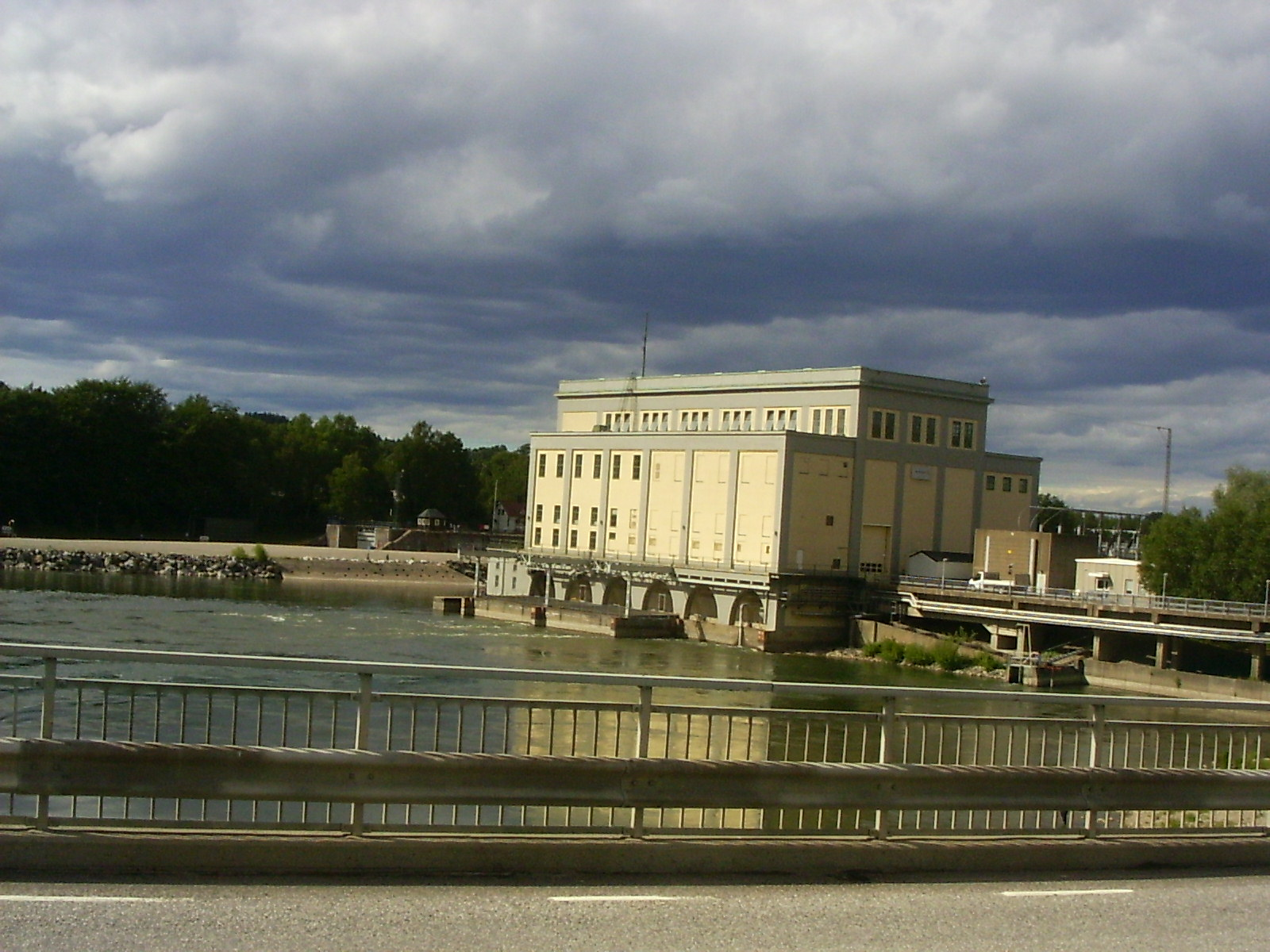
Vattenkraftverket över Göta älv vid Lilla Edet. I bakgrunden skymtar dagens sluss vid Ströms kanal.

### Ströms kanal, dagens sluss
1832 fullbordade Nils Ericson Ströms kanal, på Inlandsön på den västra sidan av älven, efter ett byggnadsprojekt som inleddes sex år tidigare. Där byggdes två slussar av samma mått som Göta kanals slussar, som en ersättning av den då underdimensionerade Lilla Edets sluss på den östra sidan av fallområdet.
Slussen på Inlandsön ersattes 1916 av den nuvarande Ströms sluss. Den var en enda och större sluss, vid den norra av de båda dåvarande slussarna. Efter att den nuvarande slussen tagits i drift, revs den södra av de båda slussarna. Vattennivån i Ströms kanal jämnades därmed ut med den nedre delen av Göta älv. Senare fylldes även den äldre norra slussen igen.
Dagens sluss ingår som del i Trollhätte kanal.

## Framtiden
Trafikverket planerar för en ny större sluss vid Lilla Edet. Den nya slussen kommer placeras väster om dagen sluss, byggstart är tidigast 2027.
Den nya slussen planeras få en triangelform, vilket kommer att leda till ett mindre ingrepp i naturen än vid ett traditionellt slussbygge. Det ska också minska risken för att fartyg ska segla på slussportarna.

## Se också
- Gustaf Adolfs sluss
- Trollhätte kanal